# Lê Văn Hà
Lê Văn Hà là một thiếu tướng Công an nhân dân Việt Nam, hiện là Phó Tư lệnh Cảnh sát Cơ động Việt Nam.

## Tiểu sử
Lê Văn Hà quê quán ở phường Nam Hà, thành phố Hà Tĩnh từng giữ chức Phó Cục trưởng Cục Hậu cần - Kỹ thuật, Bộ Tư lệnh Cảnh sát Cơ động. Tháng 11 năm 2018, ông được Bộ Công an điều động giữ chức vụ Phó Giám đốc Công an tỉnh Gia Lai.
Ngày 8 tháng 4 năm 2022, Đại tướng Tô Lâm - Bộ trưởng Bộ Công an ký quyết định điều động ông giữ chức vụ Phó Tư lệnh Cảnh sát cơ động. Ngày 16 tháng 6 năm 2022, ông được phong quân hàm Thiếu tướng.